# Страусове перо звичайне
Страусове перо звичайне (Matteuccia struthiopteris або Onoclea struthiopteris) — вид папоротей родини оноклеєвих (Onocleaceae). Граціозна декоративна рослина, яку вирощують у тінистих парках. Лікарська рослина. Рідкісний вид, що потребує охорони.

## Опис
Багаторічна рослина 60-170 см заввишки з товстим кореневищем і пучком диморфних листків. Вегетативні листки зелені, двічі перисті, з широко-довгастою гострою пластинкою. Спороносні листки бурі, перисті, менші за вегетативні, розвиваються всередині утвореної вегетативними листками лійки. Пера першого порядку у цих листків лінійні, цілокраї, майже циліндрично згорнуті. Соруси спочатку округлі, потім безперервні, розташовані на потовщеннях жилок, прикриті дуже опуклим, по краю розірваним покривальцем, що рано опадає.

## Життєвий цикл
Під осінь у центрі розетки вегетативних листків розвиваються спеціальні листки, на яких у спорангіях утворюються спори. Цілком ймовірно, що саме з ними пов'язане виникнення легенди про цвіт папороті. Спороносять у другій половині літа — на початку осені.

## Поширення та середовище існування
Вид поширений у Східній та Північній Європі, Північній Азії та Північній Америці. В Україні трапляється в Карпатах, на Поліссі (зокрема на межі Рівненщини та Волині — в околицях с. Борбин, на Кременеччині — в Кременецькому ботанічному саду та в національному природному парку «Кременецькі гори»), а також у лісостепу.

## Практичне використання

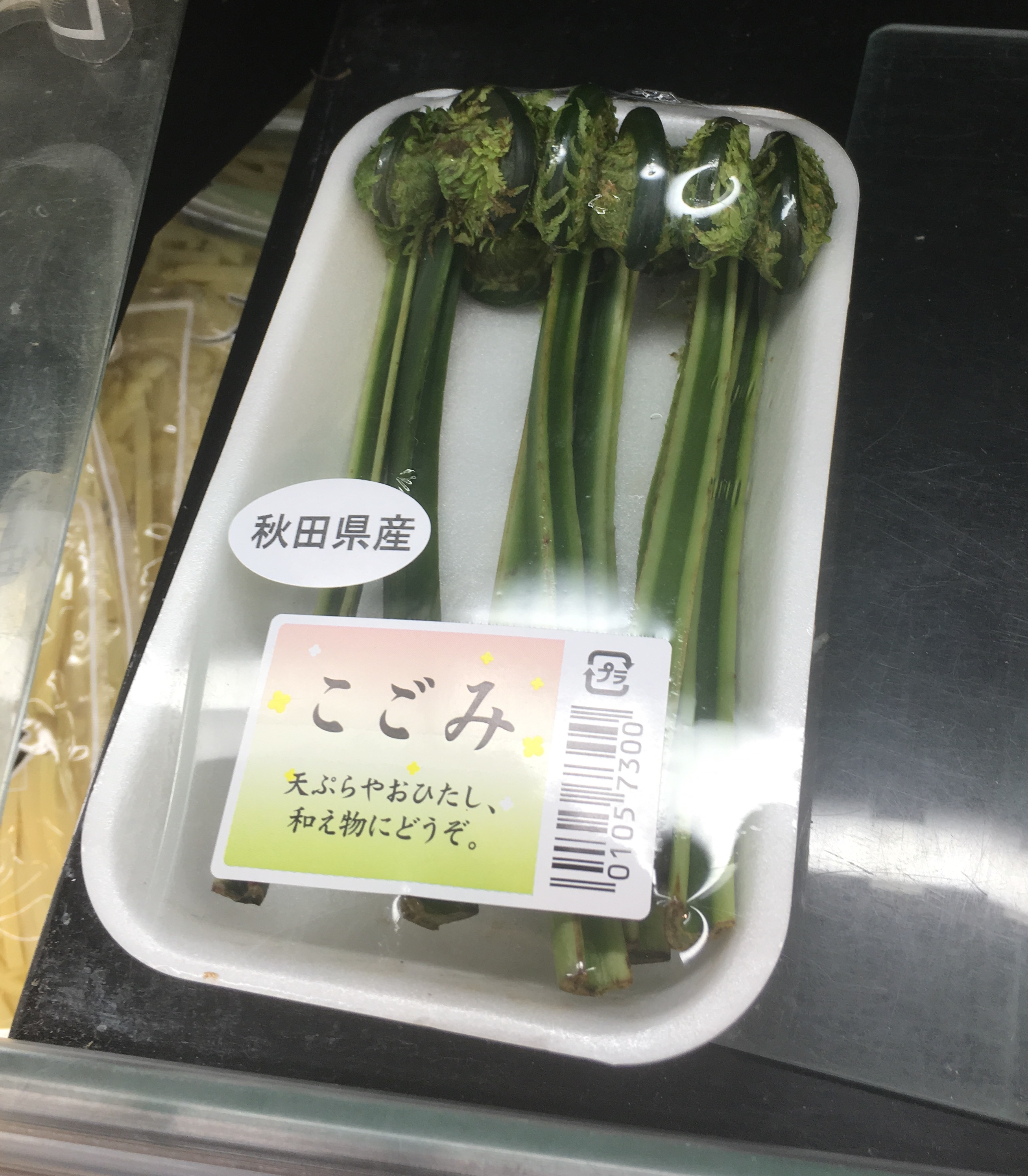
Тара з рахісами в Японії

Щільно накручені незрілі листя, які називаються рахіси, використовуються як варений овоч, і їх вважають делікатесом переважно у сільських районах північного сходу Північної Америки. Не рекомендують їсти сирі рахіси. Пагони збирають по всій Японії ("когомі" по-японськи), де вони є делікатесом.